# Расселл, Джон Питер
Джон Питер Расселл (англ. John Peter Russell; 16 июля 1858, Сидней — 22 апреля 1930, Сидней) — австралийский художник-импрессионист.

## Биография
Дж. П. Расселл родился в состоятельной семье шотландского инженера Джона Расселла, мать его была уроженкой Лондона. Отец мальчика ещё ребёнком попал в Австралию и впоследствии стал совладельцем инженерной фирмы. Интерес к живописи появился у Расселла-младшего ещё в детстве.
Дж. П. Расселл получил инженерное образование. После смерти отца в 1879 году, унаследовав большое состояние, Расселл решил посвятить себя искусству и в январе 1881 года поступил на курсы в лондонскую Школу изобразительного искусства Слейда, в которой проучился 7 лет. В Лондоне учителем Расселла был Альфонс Легрос, затем, в Париже — Фернан Кормон, в школе которого Расселл познакомился и подружился с Винсентом ван Гогом. В 1888 году австралийский художник женился на модели Огюста Родена — красавице-итальянке Марианне Антуанетте Маттиоччо. В том же году семья уехала в Бретань и Расселл построил на острове Бель-Иль себе усадьбу.
В 1897 и в 1898 годах Расселла на Бель-Иль посещал Анри Матисс. Расселл познакомил своего гостя с импрессионистской живописью и с работами Ван Гога, который тогда ещё был малоизвестен. После знакомства с Расселлом Матисс признавался: Расселл был моим учителем. Он разъяснил мне теорию цвета. В свою очередь, Ван Гог высоко ценил талант Расселла и после своего первого летнего сезона в 1888 году в Арле отправил австралийцу для оценки 12 написанных тогда картин. С Расселлом часто вместе работал и Клод Моне.
После смерти Марианны в 1908 году Расселл покинул Бель-Иль и приехал в Париж. В 1912 году он вторично женился — на американской певице Кэролайн де Витт Меррилл. Во время Первой мировой войны, в 1915 году, художник уехал в Англию. После окончания войны Расселл с семьёй 2 года жил в Новой Зеландии, затем переехал в Сидней.

## Творчество
Первоначально художник занимался преимущественно портретной живописью. Затем писал пейзажи и морские ландшафты, а также семейные полотна. После возвращения в Австралию создаёт в основном акварели на темы портовой жизни. Творчество Дж. П. Расселла высоко оценивалось такими мастерами, как Винсент ван Гог, Клод Моне и Анри Матисс, среди друзей художника были крупнейшие скульпторы Франции — Огюст Роден и Эмманюэль Фремье.
В то же время работы Расселла не были широко известны, в первую очередь потому, что он, являясь весьма состоятельным человеком, не выставлял свои картины для продажи и не участвовал в выставках. Расселл относится к числу так называемых «потерянных импрессионистов». Тем не менее, в последнее время проявляется всё больше интереса ко вновь открываемому художнику. Его дочь передала Лувру 21 полотно отца, и сейчас их можно видеть в музее Родена. Часть его произведений имеют австралийские музеи. В 2002 году Художественная галерея Нового Южного Уэльса в Сиднее организовала выставку: Бель-Иль: Моне, Расселл и Матисс в Бретани. Созданный Расселлом в 1886 году портрет Ван Гога хранится в амстердамском Музее Ван Гога.

## Галерея

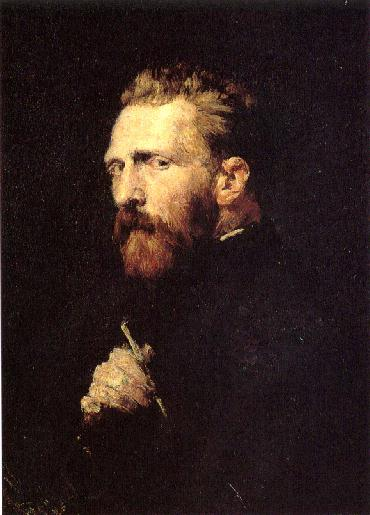
Дж. П. Расселл. Портрет Ван Гога, 1886 год
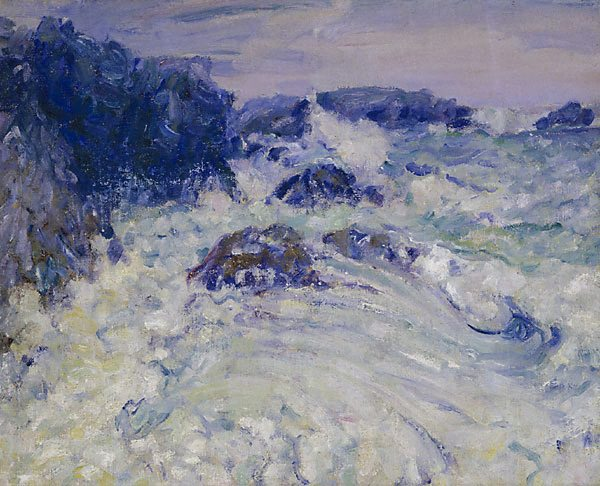
Дж. П. Расселл. Бурное море, 1900 год